# Estany Tort
L'Estany Tort és un llac d'origen glacial que es troba a 2.293 m d'altitud, a la capçalera de la vall Fosca, al Pallars Jussà, al nord-est del poble de Cabdella, en el terme municipal de la Torre de Cabdella. La seva superfície és de 43 hectàrees i el volum de l'aigua continguda és de 7,12 hectòmetres cúbics, essent un dels estanys més grossos de la zona.
La seva conca està formada per tota la sèrie de muntanyes i serralades que emmarquen el conjunt dels vint-i-sis llacs d'aquesta zona, i concretament els d'aquest estany són, per llevant, les Roques Fredes i els Feixans del Prat, tot i que, més lluny, té tota la carena que separa els dos Pallars, amb el Sobremonestero, el Pic de Mar, el Pic de Peguera, el Tuc de Saburó, el Pic de la Meinera, la Pala Pedregosa de Llessui, etcètera. Més propers, ja no termenals, té el Pic Fosser a l'oest i el Pic de Tort a l'est. El costat sud és més obert, ja que és per on es comunica amb l'Estany Gento.
Pertany al grup de vint-i-sis llacs d'origen glacial de la capçalera del Flamisell que per la construcció de la central hidroelèctrica de Capdella van ser interconnectats subterràniament i per superfície entre ells, amb l'Estany Gento com a regulador del sistema. Rep les aigües directament dels estanys Vidal i Vidals d'Amunt, pel costat de llevant i de l'Estany de Nariolo pel nord-oest. Aboca les seves aigües en el barranc de la Lara, que es transforma en el torrent de Sallente i s'aboca en el Pantà de Sallente. Aquest és, de fet, l'origen del Flamisell.
És un dels estanys que disposa de presa per tal d'augmentar la seva conca original.